# Sintonizzati
Sintonizzati è il terzo album pubblicato dal duo Gente Guasta, che in questo caso si presenta col nome OTR/Gente Guasta, infatti oltre al ritorno di Esa e Polare dopo undici anni di assenza, la formazione include anche Vigor e Dj Skizo. Il disco vede le collaborazioni di Ice One e Tormento.
Per promuovere il disco sono stati estratti i singoli Funk the system e Sintonizzati, accompagnati dai rispettivi videoclip pubblicati su YouTube l'8 maggio e il 22 maggio 2012. Sono stati realizzati anche degli street video per i brani La mia crew trasmette, Champions, La cura e Kool Herc, rispettivamente l'11 maggio 2012, 21 maggio 2012, 30 gennaio 2013 e 28 maggio 2013.

## Tracce
1. Sintonizzati (feat. Tormento aka Yoshi) – 4:33
2. Funk the system – 3:21
3. La mia crew trasmette – 2:59
4. Questo ritmo – 3:25
5. La cura (feat. Ice One) – 2:19
6. Alla faccia – 2:55
7. Mind power – 3:00
8. Champions – 3:33
9. Invado la tua privacy – 3:20
10. Kool Herc – 3:21

## Formazione
- Esa aka El Presidente aka Dj Funkprez - rapping, programmazioni (tracce 1, 2, 3, 4, 8, 9)
- Polare - rapping
- DJ Skizo - programmazioni (tracce 6, 7, 10)
- Ice One - programmazioni (traccia 5)
- Vigor - scratch (tracce 4, 8, 9)
- Tormento aka Yoshi - rapping (traccia 1)

## Cover
La cover del disco è stata realizzata da Fabio Gaudio.